# 에네스 카야
에네스 카야(튀르키예어: Enes Kaya, 1984년 8월 22일 ~ )는 대한민국에서 활동하고 있는 터키 출신의 사업가, 통역가, 방송인이다.

## 생애
에네스 카야는 고등학교를 졸업하고, 대한민국의 IT를 배우기 위해서 대한민국 유학을 결심했다고 한다. 아버지의 권유로 2002년 무작정 대한민국에 왔고, 1년동안 한국어를 배웠다. 당시 서울대학교, 고려대학교, 한양대학교 3곳에 붙었으나 장학금을 받고 2004년 한양대학교 정보기술경영학과에 입학해서 2008년에 졸업했다. 대학에서 기숙사 생활을 하면서 공부하던 중, 미국인 친구의 권유로 TV에 출연하게 되었다.
그는 2009년 터키 출신의 감독 셰놀 귀네슈가 FC 서울 감독으로 재직 당시 통역관으로 일하기도 했으며, 현재는 터키와 대한민국 간의 무역업을 하고 있다.
"에네스"라는 이름은 세상 사람들에게 행복을 주고, 사랑을 받는다는 뜻이라고 한다.
종교는 이슬람교이다.

## 논란

### 불륜 논란
2014년 11월 중, 디시인사이드 비정상회담 갤러리에 에네스 카야와 관련된 논란 글들이 올라오게 되었고, 해당 내용이 공론화되기 시작하자, 아무런 공식 입장 없이 2014년 12월 2일 비정상회담 제작진에 하차 의견을 전달했으며, 각 언론에서는 터키로 출국했다는 기사를 발표했다. 비정상회담 제작진은 에네스 카야의 빈자리를 대처하기 위해서 여러 방법을 고심하고 있다고 밝혔다.
그는 그의 불륜설이 난 다음 날, 법률 대리인 법무 법인 정건 측으로 지금의 상황을 더는 묵과하지 않고, 법적 대응할 것이라고 밝히며, 터키행은 사실이 아니라고 부인했다.

## 학력
- 한양대학교 정보기술경영학과 학사

## 경력
- FC 서울 통역관[6]

## 출연작

### 방송
- 《추석특집 미남들의 수다》 (KBS, 2007년)
- 《느낌표 - 다시보기》 (MBC, 2007년)
- 《비타민》 (KBS, 2013년) - 471회
- 《자기야 - 백년손님》 (SBS, 2013년) - 200회
- 《헬로헬로》 (TV조선, 2013년)
- 《웰컴 투 한국어학당 어서오세요》 (MBC, 2013년)
- 《여유만만》 (KBS, 2014년) - 111101, 140122, 140609
- 《장미테레비》 (MBC every1, 2014년) - 13회, 17회
- 《세바퀴》 (MBC, 2014년) - 253회, 257회
- 《매직아이》 (SBS, 2014년) - 14회
- 《SNL 코리아 시즌 5》 (tvN, 2014년) - 18회
- 《비정상회담》 (JTBC, 2014년)(하차)
- 《학교 다녀오겠습니다》 (JTBC, 2014년)(하차)

### 영화
- 《초능력자》 (2010년) - 알 역
- 《감시자들》 (2013년) - 외국인 역
- 《은밀한 유혹》 (2015년) - 빅토르 역